# Allison Göhler
Allison Carolina Göhler Cepeda (San Antonio, 17 de diciembre de 1984) es una meteoróloga chilena, egresada de la Facultad de Ciencias de la Universidad de Valparaíso.

## Biografía

### Vida y estudios
Hija de padre alemán y madre chilena, comienza sus estudios en el Liceo Santa Teresita de San Antonio (Chile). A los diecisiete años de edad, se traslada a la ciudad de Valparaíso con su familia e inicia sus estudios superiores en la Facultad de Ciencias de la Universidad de Valparaíso, donde egresó de la carrera de Meteorología. Realizó su práctica profesional en el Centro Nacional del Medio Ambiente (CENMA). Cursó un postítulo en Meteorología Operacional en la Escuela Técnica Aeronáutica. Trabajó durante casi 4 años en diferentes canales de la Televisión Chilena. Posteriormente, estuvo trabajando durante 7 años para el área minera, en la Mina Los Bronces para AngloAmerican, ubicada en la Cordillera de Los Andes, en Santiago de Chile, donde se especializó en Meteorología de Alta Montaña, llegando a ser Supervisora Nivo-Meteorológica. Luego realizó un Diplomado en la Universidad de Santiago de Chile en Gestión de la Calidad del Aire y Control de la Contaminación Atmosférica y desempeñó su aprendizaje trabajando en la Consultora Ambiental Canadiense WSP, donde estuvo a cargo de realizar Informes de Emisiones y Modelación de Contaminantes para diferentes empresas. Finalmente fue contratada por TelevisaUnivisión, para ocupar el puesto de Meteorológa en la ciudad de Chicago, para Noticias Univisión Chicago en su horario matinal y de mediodía. En su primer año en Estados Unidos, fue nominada y ganadora de dos premios de La Academia Nacional de Televisión, Artes y Ciencia "EMMY", el 11 de noviembre del 2022, como Mejor Meteoróloga en la categoría: "Outstanding Crafts Achievement for On-Camera Talent – Weather Anchor"  y la segunda estatuilla Emmy fue debido a su colaboración en el Reportaje Especial "Environmental Concerns in Chicago Latino Neighborhoods".

### Debut televisivo como bailarina
En 1999 parte en la televisión como la doble de Marie Serneholt, del grupo A*Teens, en un concurso de doble en el programa Buenos días a todos, de TVN. Tiempo después, parte ya como bailarina del grupo de bailarines del Grupo X en el programa Extra jóvenes en Chilevisión. Ya en el año 2000, participó como bailarina en el programa Mekano, de Mega, donde estuvo dos meses aproximadamente.

### Regreso a la televisión como meteoróloga
A comienzos de 2011, participó en un casting para buscar al presentador del pronóstico meteorológico del nuevo matinal Bienvenidos, de Canal 13, donde salió seleccionada, y queda dando el pronóstico del tiempo de lunes a viernes. También estuvo en la transmisión especial de la Maratón de Santiago (2011) como meteoróloga y como conductora, junto con Daniel Fuenzalida, en una edición del programa Quiero mi fiesta (webshow). Estuvo cuatro meses aproximadamente en Canal 13. 
Tiempo después, se desempeñó en el programa matinal Mucho gusto, con el pronóstico meteorológico, y en Morandé con compañía, donde estuvo de meteoróloga, panelista y periodista en el canal Mega.
En el año 2012, fue meteoróloga de La Red en los programas El tiempo en La Red, Mujeres primero, Mañaneros y Hora 20.
En el verano de 2013, llegó al programa matinal Buenos días a todos, de TVN, en reemplazo temporal de Iván Torres.
Se desempeñó como periodista en el programa Pabellón de la Construcción, presentando proyectos inmobiliarios, emitido en el canal Chilevisión. Desde abril del año 2013 hasta enero de 2014, fue parte del programa TV Tiempo, de TVN, como la tercera conductora, dando el pronóstico meteorológico algunos días al mes en las señales de TVN, TVN HD, 24 Horas, TV Chile (señal internacional) y TVN Internet.  

### Reina guachaca
En el año 2011, es invitada por el diario La Cuarta a participar por la corona de Reina Guachaca, en representación de Canal 13, junto con Claudio Palma, Sale en tercer lugar con el 10 % (6431 votos) en total.

### Paso por Estados Unidos
Luego de 8 años alejada de la televisión, se radica temporalmente en Estados Unidos y fue contratada por TelevisaUnivisión, para ocupar el puesto de Meteorológa en la ciudad de Chicago, para Noticias Univisión Chicago en su horario matinal y Edición Digital, donde debuta en pantalla en noviembre de 2022, en su primer año en Estados Unidos fue nominada y ganadora de dos Premios Emmy. El primero, el 11 de noviembre del 2023, como Mejor Meteoróloga en la categoría: Outstanding Crafts Achievement for On-Camera Talent – Weather Anchor, la segunda estatuilla debido a su colaboración en el reportaje especial Environmental Concerns in Chicago Latino Neighborhoods, a finales de marzo de 2024 presenta su renuncia a TelevisaUnivisión para regresar a Chile.

### Regreso a Chile
El 2 de abril de 2024 fue anunciada como nueva contratación de Chilevisión para integrar el staff de meteorólogos de El Tiempo en Chilevisión.

## Filmografía

### Programas
| Año                               | Programa                       | Rol                                 | Canal/señales         |
| --------------------------------- | ------------------------------ | ----------------------------------- | --------------------- |
| 1999                              | Buenos días a todos            | Bailarina                           | TVN                   |
| 1999-2000                         | Extra jóvenes                  | Bailarina                           | Chilevisión           |
| 2000                              | Mekano                         | Bailarina                           | Mega                  |
| marzo a junio de 2011             | Bienvenidos                    | Meteoróloga                         | Canal 13              |
| 3 de abril de 2011                | Maratón de Santiago            | Meteoróloga                         | Canal 13              |
| 18 de junio de 2011               | Quiero mi fiesta (webshow)     | Conductora                          | Canal 13 Internet     |
| agosto a diciembre de 2011        | Mucho gusto                    | Meteoróloga                         | Mega                  |
| agosto a diciembre de 2011        | Morandé con compañía           | Meteoróloga, panelista y periodista | Mega                  |
| agosto de 2011 a abril de 2013    | Pabellón de la Construcción TV | Periodista                          | Chilevisión           |
| enero a julio de 2012             | El tiempo en La Red            | Meteoróloga                         | La Red                |
| enero a julio de 2012             | Mujeres primero                | Meteoróloga                         | La Red                |
| enero a julio de 2012             | Mañaneros                      | Meteoróloga                         | La Red                |
| enero a julio de 2012             | Hora 20                        | Meteoróloga                         | La Red                |
| enero de 2014                     | Buenos días a todos            | Meteoróloga                         | TVN TV Chile          |
| abril de 2013 a noviembre de 2014 | TV Tiempo                      | Meteoróloga                         | TVN TV Chile 24 Horas |
| noviembre de 2022 a marzo de 2024 | Noticias Univisión Chicago     | Meteoróloga                         | TelevisaUnivisión     |